# Cob Gypsy
Irish Cob, Gypsy Vanner
Pour les articles homonymes, voir Tinker.
Vous lisez un « article de qualité » labellisé en 2017.
Le Cob Gypsy, connu sous les noms d’Irish Cob en Irlande, Gypsy Cob  en Angleterre, Gypsy Vanner en Amérique du Nord, et Tinker en Europe continentale, est une race de chevaux de type cob, provenant des îles britanniques. Il est sélectionné à l'origine par des communautés nomades, Travellers d'Irlande et Gitans d'Angleterre, à partir de chevaux de races diverses. Sa fonction est de tracter leurs lourdes roulottes, les verdines. L'utilisation de ce cheval se répand à la fin du XIXe siècle. La race est fixée par croisements après la Seconde Guerre mondiale. Sa reconnaissance internationale est récente, puisque ces chevaux n'ont jamais été considérés comme formant une race véritable avant l'établissement de registres généalogiques par écrit, après 1996. Les deux associations mères sont la Gypsy Cob Society au Royaume-Uni et l’Irish Cob Society en Irlande, qui se disputent sa paternité.
Le Cob Gypsy est l'un des chevaux de race les plus reconnaissables qui soient grâce à son apparence trapue, sa taille de cob, sa robe généralement pie, son port de tête relevé et fier, sa ligne du dessus et surtout ses crins et ses fanons, très abondants. Il dispose aussi d'un caractère doux et amical envers l'homme et les autres animaux, qui fait pour beaucoup son succès. Toutefois, cette récente popularité l'expose aussi à des pratiques de sélection discutables. Deux maladies génétiques ont été identifiées chez la race.
Devenu un cheval de loisir familial, le Cob Gypsy est désormais très populaire pour l'équitation de loisir et de spectacle. Il est plébiscité en équithérapie, et s'adapte à la plupart des disciplines d'équitation. Il reste élevé de manière traditionnelle par les nomades britanniques, qui échangent des centaines de chevaux lors de grandes foires, en particulier celles de Ballinasloe en Irlande et d'Appleby-in-Westmorland en Angleterre. La présence et le charisme de la race ont entraîné une forte diffusion de son élevage dans une bonne partie du monde occidental, aussi bien l'Europe que l'Amérique du Nord et l'Australasie. Ce cheval fait aussi l'objet de nombreuses représentations culturelles.

## Terminologie
Les éleveurs nomades britanniques nomment traditionnellement et simplement leurs chevaux des « Cobs », ou « Coloured Cobs » (Cobs de couleur). Un spécimen particulièrement bon est qualifié de « proper Cob ». Toutefois, le nom de « cob », qui se réfère à un solide cheval aux jambes courtes, indique un type plutôt qu'une race. Dans le but de faciliter la reconnaissance de ces chevaux en tant que race, différents noms ont été proposés, en particulier au début des années 1990,. Créées en 1998, 2002 et 2003, respectivement, l’Irish Cob Society, la Gypsy Cob and Drum Horse Association et la Gypsy Cob Society of America ont qualifié cette race de « Cob ». La Gypsy Horse Association, fusionnée en 2008, emploie le nom de Gypsy Horse et affiche sur son site web qu'elle reconnaît tous les noms d'usage. En 2008 également, le GCSA est rebaptisé Gypsy Horse Registry of America.
| Nom             | Utilisation                                |
| --------------- | ------------------------------------------ |
| Cob             | Éleveurs nomades britanniques              |
| Coloured cob    | Éleveurs nomades britanniques              |
| Gypsy Cob       | Angleterre, Nouvelle-Zélande et États-Unis |
| Gypsy Horse     | États-Unis et Australie                    |
| Gypsy Vanner    | États-Unis et Canada                       |
| Irish Cob       | Irlande                                    |
| Piebald         | Îles britanniques                          |
| Tinker          | Europe continentale                        |
| Traditional cob |                                            |

### Gypsy Vanner

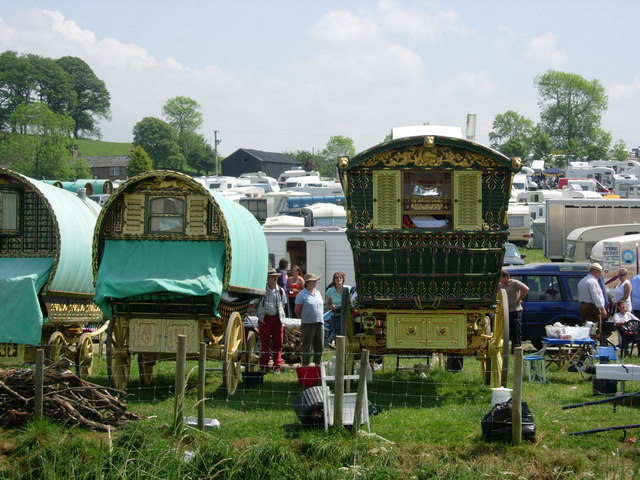
Verdines à lAppleby Horse Fair.

Les premiers importateurs de ces chevaux en Amérique du Nord, Dennis et Cindy Thompson, considèrent que la race n'a pas de nom véritable. Ils souhaitent lui en créer un. Dans ce but, ils choisissent « Vanner » qu'ils ont vu employé en référence à la race dans le livre d'Edward Hart en 1993. Ils l'incorporent dans le nom du registre américain fondé en 1996, la Gypsy Vanner Horse Society. Le terme « Vanner » est attesté dès 1888, et se réfère lui aussi à un type de cheval plutôt qu'à une race. Selon l'OED, un vanner est « un cheval léger adapté pour tracter un petit attelage ». Le mot van apparaît en ce sens dans la presse pour la première fois au début des années 1800, pour désigner « un véhicule couvert principalement employé pour le transport de marchandises, ressemblant habituellement une grande boîte en bois avec un toit en arc et une ouverture derrière, mais de taille variable (et dans une certaine mesure de forme variable) en fonction de l'usage prévu »,. Vanner est dérivé du mot van, que l'OED estime lui-même dérivé de « caravane ». Ce dernier terme n'a pas été appliqué à une « maison sur roues avec cheminée », ou « vardo », avant 1872,.
En 1897, M. Horace Hayes décrit le light vanner comme un cheval de race indéterminée « que l'on rencontre dans le cas des vans, bus et tramways ». C'est un type intermédiaire entre le cheval d'attelage léger et le cheval de trait lourd,. Le light vanner est « actif, les chevaux de traction légers peuvent trotter librement à vitesse élevée »,. Avant la création de la société américaine de la race (1996), le mot vanner apparaît dans deux sources écrites concernant ces chevaux, décrivant toutes deux le « type vanner » chez le cheval,. Edward Hart utilise le nom trois fois en référence au cheval des Gypsies,,. Il semble que ce nom désigne plus spécifiquement les chevaux des nomades de plus grand modèle, ceux qui tractent les roulottes les plus lourdes.

### Tinker
Un autre nom d'usage est « Tinker ». Il est employé en Europe continentale, notamment en Allemagne et au Danemark. Les associations de race de Belgique, de Suède et des Pays-Bas référencent la race dans la base de données Universal equine life number sous les noms de Tinker Horse et de Tinker Pony. D'après les associations françaises, « Tinker » est un nom générique permettant de désigner les stud-books officiellement reconnus en France, Gypsy Cob et Irish Cob,.

## Histoire

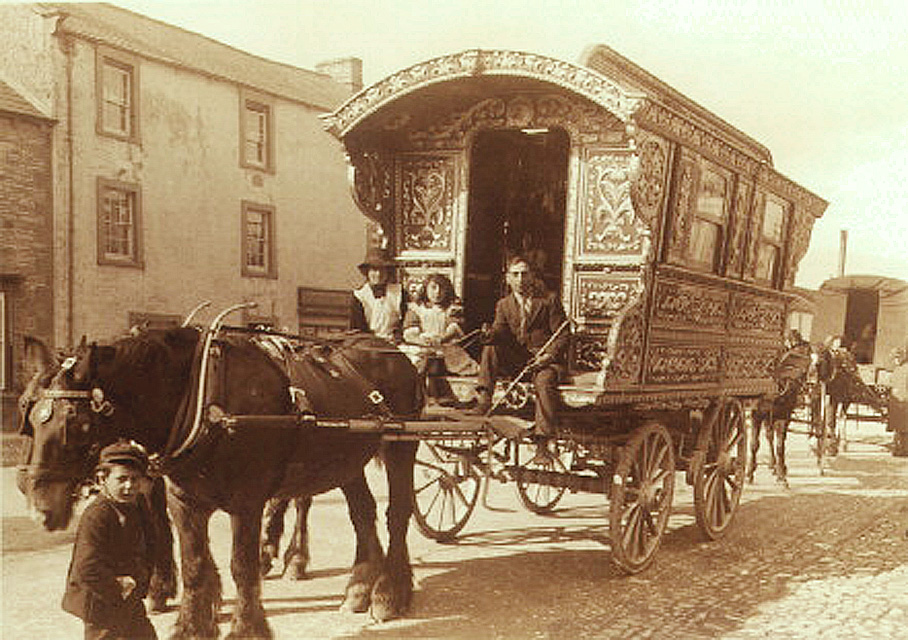
Une verdine de Gitans en Grande-Bretagne, début du XXe siècle

Récente, la race émerge au début du XXe siècle. Ce cheval est sélectionné à l'origine par les communautés nomades des îles britanniques, les Travellers en Irlande, et les Gitans en Angleterre, pour la traction hippomobile. Il existe très peu de documentation à son sujet, tout étant transmis de génération en génération via la tradition orale. Des Roms gagnent les îles britanniques vers 1500, mais ils ne vivent dans des verdines que depuis les années 1850. Auparavant, ils voyagent dans des chariots tractés à pied et dorment dessous, dans les charrettes ou encore de petites tentes. L'usage de la verdine se répand réellement de la fin du XIXe siècle aux deux premières décennies du XXe siècle.
La formation, la gestion et les caractéristiques d'un cheval utilisé pour tracter une verdine sont uniques par certains aspects. L'animal est entraîné à ne pas s'arrêter avant d'atteindre le sommet d'une colline, sinon il pourrait ne pas avoir la force de prendre un nouveau départ. La formation débute à un âge très précoce, le jeune cheval est attaché avec une courte corde autour de la tête au trace-ring du collier du cheval qui lui sert de tuteur, et marche à ses côtés. Un vieux chapeau est parfois placé sur la tête d'un cheval peureux de manière à l'empêcher de voir la roulotte dans son dos, derrière le haut de ses œillères. La verdine est aussi un foyer d'habitation permanent. Le cheval qui la tracte doit être en bonne condition physique, grâce à la combinaison d'exercices, de pâturage sur une grande variété de végétaux dans le bocage, et de soins de qualité. L'animal est considéré comme un membre de la famille. En raison de la proximité constante entre les chevaux et les enfants des nomades, les animaux dont le caractère n'est pas fiable sont écartés. Ils doivent être peu émotifs et dociles, afin que les enfants puissent monter les poulains. Longtemps, ces chevaux n'ont pas de type réellement défini, ils diffèrent grandement les uns des autres, et sont achetés puis revendus en fonction des besoins.
D'après les communautés nomades, un élevage sélectif aurait été entrepris sur les chevaux durant les deux guerres mondiales afin de favoriser la couleur de robe pie, les chevaux pie n'étant pas réquisitionnés en temps de guerre. Cette couleur de robe représente aussi une forme de protection contre le vol des animaux. La race telle qu'elle est connue de nos jours commence vraisemblablement à prendre forme peu de temps après la fin de la Seconde Guerre mondiale,,.

### Formation de la race en Grande-Bretagne
C'est le cheval né des rêves à l’intérieur de ma tête

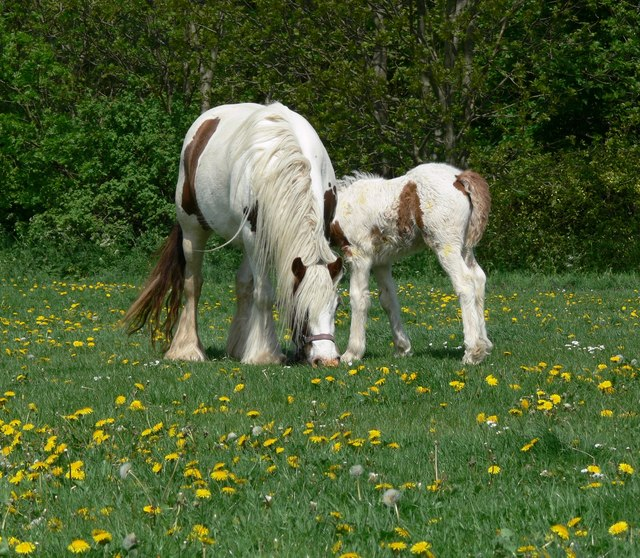
Jument et poulain Gypsy Cob

Les Gitans de Grande-Bretagne élèvent des chevaux depuis la fin du XIXe siècle. Lorsque ces nomades britanniques commencent à vivre dans des verdines, vers 1850, ils utilisent des mules, puis se rabattent vers les chevaux de toute race adaptés au tirage. Ils choisissent leurs chevaux parmi différentes races de travail comme le Shire, le Clydesdale, le Dales, le poney Fell, et des poneys Welsches. Ils ont besoin d'un animal de trait rustique et puissant, qui soit capable de subsister en pâturant sur les végétaux qu'il trouve tout au long de la route,. Les Gitans attachent leurs chevaux avec de longues cordes et les laissent se sustenter librement lorsqu'ils ne tractent pas. Les choix de chevaux de traction incluent plus tard des chevaux « de couleur » pie, très démodés dans la société britannique et donc très généralement abattus. Parmi eux, se trouvent un nombre significatif de Shires de couleur. Au fil du temps, ces animaux ne sont plus seulement un moyen de transport, les Gitans les considèrent comme leur plus grande fierté. Beaucoup de chevaux sont élevés par les Gitans. Vers les années 1950, ils sont considérés comme les symboles d'un statut social élevé au sein de leur culture. Les chevaux à robe tachetée connaissent une très courte mode durant la Seconde Guerre mondiale. Ces robes existent toujours chez la race de nos jours.
Il est possible que certaines familles gitanes aient sélectionné des lignées réputées. En 1979, Denis E. Harvey décrit un cheval de Gitan dans son ouvrage, probablement un ancêtre proche des chevaux actuels, comme « [un] vanner de bonne taille, environ 15,2 mains de haut (1,55 m)... [C]roisé Shire, avec une touche de Clydesdale ? L'origine est souvent difficile à retracer, ». En dehors de la tradition gitane, la première publication connue décrivant le Gypsy Cob comme une race à part remonte à 1993.

### Formation de la race en Irlande

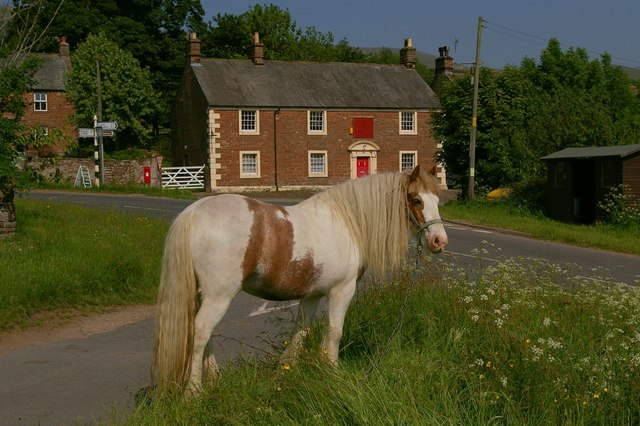
Cheval de Traveller pâturant près de zones habitées.

L'Irlande est réputée depuis longtemps pour l'excellente qualité des chevaux qui s'y élèvent. L'histoire de l'Irish Cob prend ses sources au XVIIIe siècle, épousant celle de la nation irlandaise elle-même. De nombreux catholiques irlandais ont perdu leurs terres sous l'influence de la colonisation des Anglais protestants et, contraints de vivre en nomades, sont devenus les « Travellers », assimilés à des gens du voyage bien qu'ils soient eux-mêmes Irlandais. Pour se déplacer, ils récupèrent les chevaux dont personne ne veut, en particulier de petits animaux de trait à la robe pie, destinés aux travaux agricoles et rejetés par les Anglais. Au fil du temps, des croisements interviennent avec d'autres races présentes dans le pays comme le trait irlandais, le Hunter irlandais, le Pur-sang, le Connemara, le Cob de Show, le Frison, et même le Kerry bog,. La grande famine irlandaise, entre 1845 et 1848, entraîne une accélération du phénomène : les Irlandais poussés à migrer de leur pays sous la pression des propriétaires terriens anglais abandonnent fermes et animaux, divers chevaux sont alors récupérés par les Travellers, et contribuent à la formation de la race connue de nos jours.
Le cheval des Travellers n'a pas d'importance économique avant les années 1980, qui correspondent au réveil du « Tigre celtique ». Il devient populaire hors du cercle des nomades, son modèle se fixe par croisements avec d'autres chevaux anglo-saxons importés, tels que des Welsches, Shires et Clydesdales. Le rôle joué par les éleveurs dans cette sélection est prépondérant. Jusqu'aux années 1990, ces chevaux vivent à l'état semi-sauvage dans la banlieue pauvre de Dublin, il n'est pas rare d'en voir sur les balcons des immeubles.

### Reconnaissance

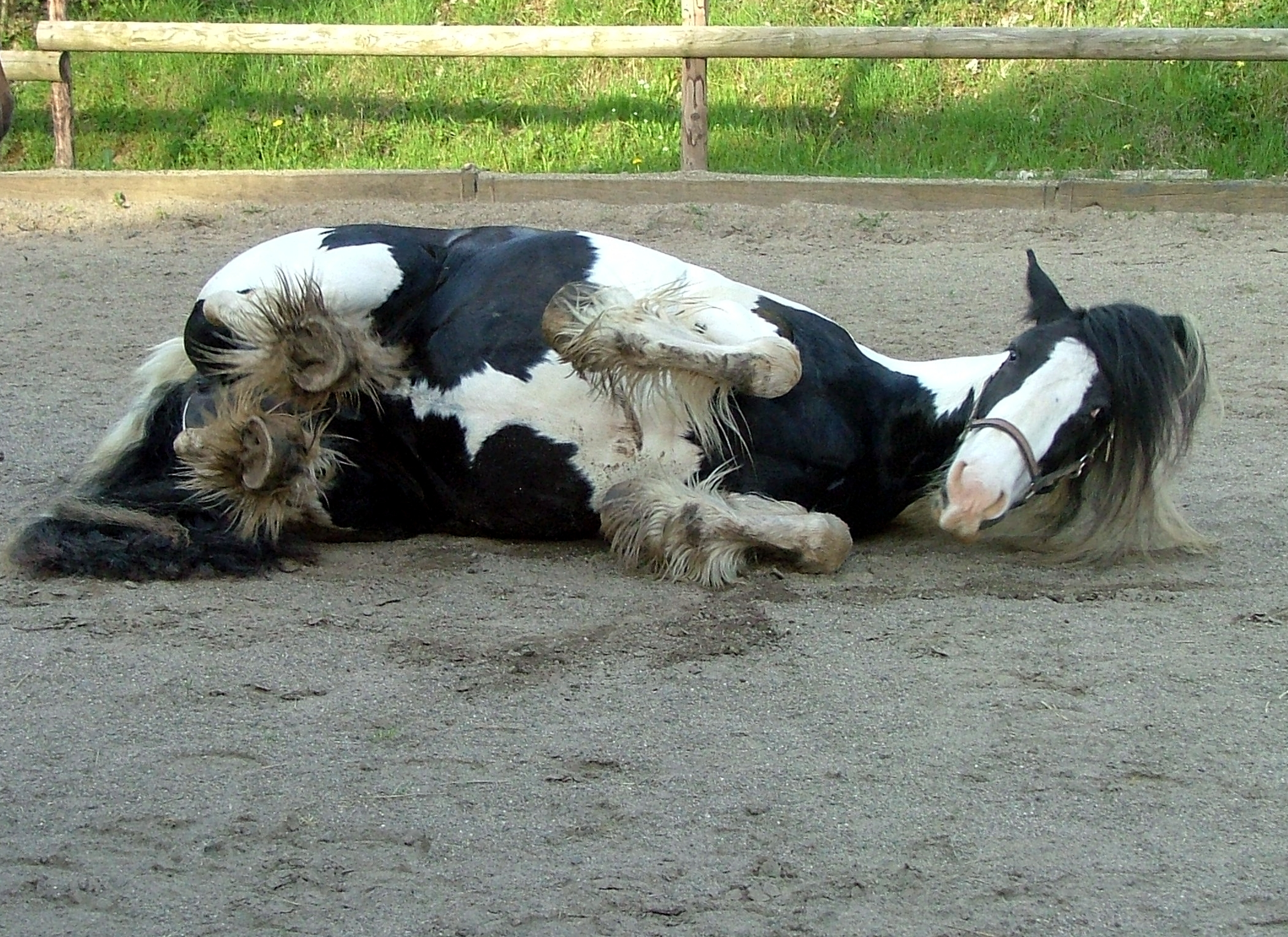
Cob Gypsy se roulant.

La reconnaissance du Cob Gypsy est très récente. En 1993, il n'existe ni registre d'élevage, ni stud-book. Les traditions orales ont longtemps prévalu chez les Travellers comme chez les Gitans pour connaître la généalogie des chevaux. De plus, les institutions équestres internationales et les chercheurs, comme ceux de l'université de l'Oklahoma, ont rarement reconnu ces chevaux comme représentant de « véritables races », en raison de variations possibles dans leur modèle. En 2008, ces chevaux répondent toutefois parfaitement à la définition d'une « race ».
D'après la première édition de l'encyclopédie de l'université de l'Oklahoma, parue en 1995, les chevaux pie irlandais s'échangent à des prix très élevés à cette époque. L'Union européenne oblige à une « formalisation » face au succès populaire de ces chevaux et à leurs nombreuses exportations depuis les îles Britanniques,. La première étape est la constitution d'une base de données génétiques et généalogiques. En 1998, le premier stud-book irlandais de l'Irish cob est officiellement établi. L'une des premières difficultés réside dans sa catégorisation en cheval de selle ou cheval de trait, s'agissant d'une race originellement sélectionnée pour la traction hippomobile mais désormais surtout employée sous la selle. L'Irlande et l'Angleterre se disputent la paternité de la race. En France, il existe ainsi deux stud-books reconnus, celui de l′Irish Cob (« cob irlandais »), originaire d'Irlande, et celui du Gypsy Cob (« cob des Gitans »), originaire d'Angleterre. L’Irish et le Gypsy Cob sont très proches l'un de l'autre, tant par leur standard que par leur histoire, mais d'après les associations d'éleveurs, depuis la fin du XXe siècle, une petite distinction existe entre ces deux stud-books,.
Le premier Gypsy Vanner enregistré est exporté en Amérique du Nord depuis les îles Britanniques en novembre 1996. L'association suédoise de la race est créée en 1998. Aux États-Unis, la Gypsy Cob and Drum Horse Association est formée en 2002,. La même année ont lieu les quatre premières inscriptions de l'association française de l’Irish Cob. D'année en année, le Cob Gypsy obtient son propre stud-book en Australie (sous le nom de Gypsy Horse) et en Nouvelle-Zélande (sous celui de Gypsy Cob). Un stud-book est rouvert en Irlande en 2008. Certains éleveurs de chevaux irlandais installés en France se sont rapprochés au préalable de la Gypsy Cob Society, qui tient le stud-book anglais. Cette ouverture permet à l'association France Irish Cob de faire aboutir les démarches de reconnaissance de la race. Les stud-books anglais et irlandais sont tous deux reconnus sous convention de type II auprès des haras nationaux français en 2008 (le 17 septembre pour l'Irish Cob). Le 1er janvier 2012, l'association danoise Dansk Tinker Forening est reconnue comme association-fille du stud-book néerlandais (le Nederlands voor Stamboek Tinkers).

## Description
Ce cheval est reconnaissable sans ambiguïté grâce à ses longs crins particulièrement abondants et souvent ondulés, ses fanons très fournis, sa robe généralement pie, son port de tête relevé et fier, et sa taille de cob, intermédiaire entre cheval et poney. C'est « un cheval impressionnant, puissant, compact, trapu, harmonieux, majestueux et bien construit, proportionné, équilibré et empreint de bonté ». Le Gypsy Cob  doit une bonne partie de ses caractéristiques à l'influence du cheval de trait. Il présente une forte ossature et des fanons abondants. Il dégage une impression globale d'intelligence, de gentillesse, de force et d'agilité,.

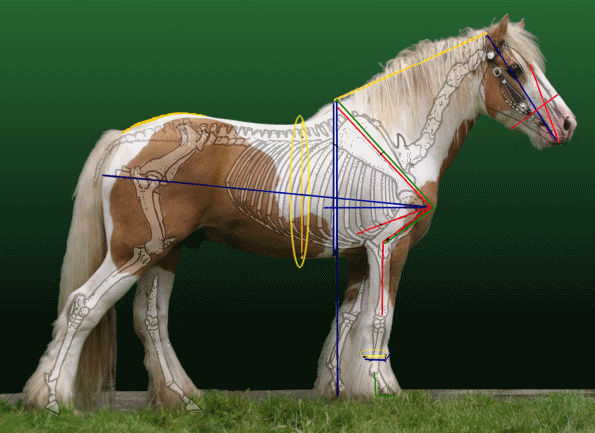
Anatomie et morphologie d'un Cob Gypsy

### Standards morphologiques

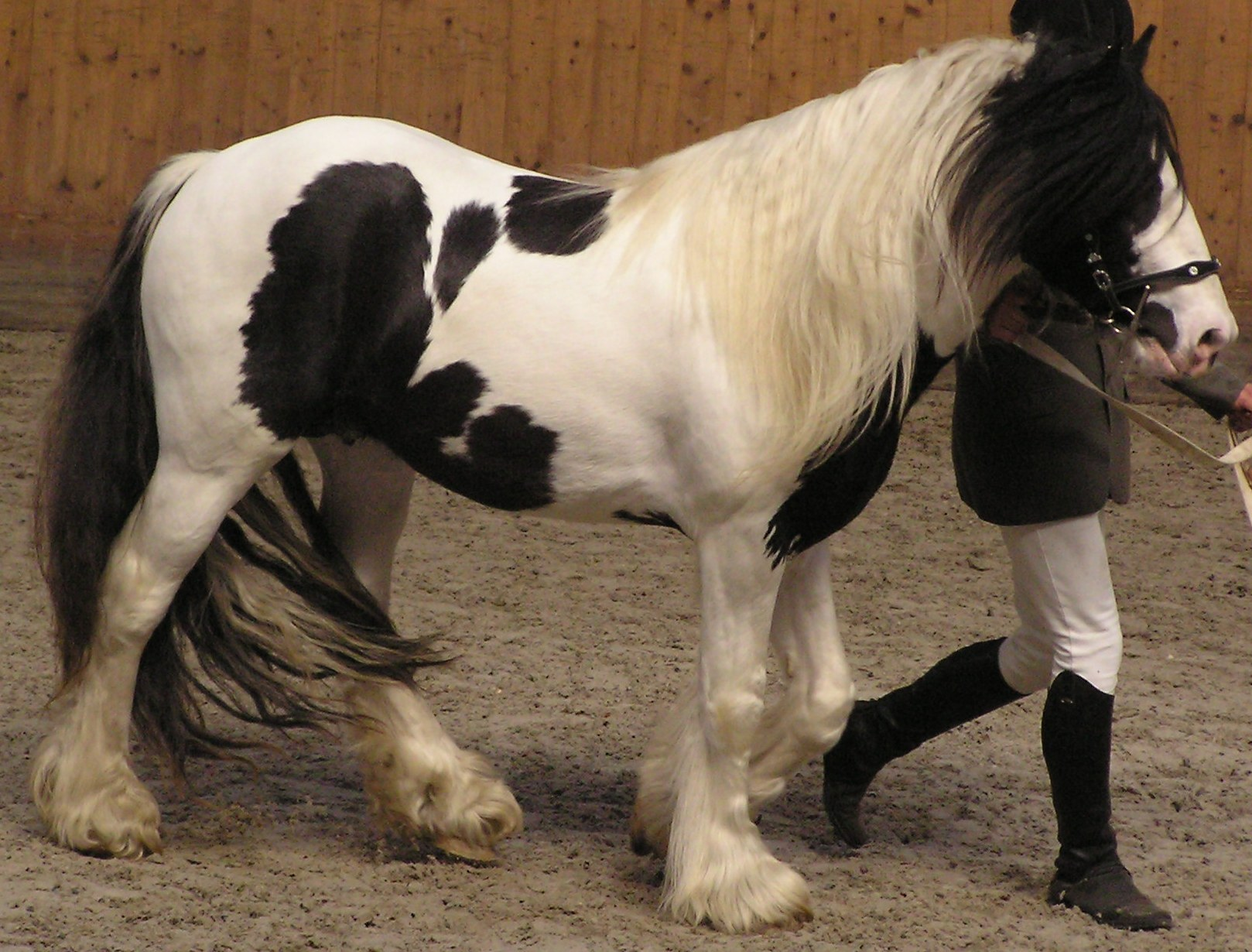
Cob irlandais de robe pie, au modèle, avec ses crins abondants très caractéristiques, lors d'une présentation à Prague en République tchèque.

Les standards sont définis par la Gypsy Cob Society et l′Irish Cob Society. Il existe de légères différences entre les deux. C'est dans tous les cas un cheval solide et bien charpenté, avec des os et des articulations larges, sèches et nettes, qu’il soit mi-lourd ou lourd. Le squelette est fort, la musculature très développée. La Gypsy Cob Society définit le Shire, le Clydesdale, le Dales, le Fell, le poney Welsh de type cob et le Welsh cob comme étant les races fondatrices du Gypsy Cob. L'évaluation d'un Irish Cob s'effectue quant à elle sur sept critères : la ligne du dos, l'encolure, la tonicité de l'abdomen, les articulations, la croupe et le déplacement au trot.

#### Taille
Les différents registres de la race ont peu d'exigences concernant la taille, mais certaines différences existent. La taille moyenne homologuée par la Gypsy Cob Society est de 1,40  à   1,55 m, sans limite supérieure ou inférieure. France Irish Cob demande une taille entre 1,35  et   1,55 m,. Aux États-Unis et en Australasie, la taille demandée par les standards est de 13  à   16 mains, soit 1,32  à   1,63 m,. En Irlande et en Europe continentale, la taille admise peut aller jusqu'à 1,68 m pour certains types de la race, ces registres acceptant des chevaux plus légers et plus grands que ceux qui sont typiquement admis par les associations américaines,,. Le registre irlandais ne précise aucune limite inférieure, le cheval doit simplement toiser moins de 1,70 m pour être considéré comme un Irish Cob. Au contraire, la Gypsy Vanner Horse Society refuse d'enregistrer un cheval toisant hors de la tranche de 1,32  à   1,63 m, et l′Australian Gypsy Horse Society entre 1,32  et   1,55 m. La Gypsy Horse Association et la Western Australian Gypsy Horse Society ne prennent que les chevaux toisant de 1,32  à   1,57 m.
Le Gypsy horse registry of America, aux États-Unis, fait appel à différentes classifications en fonction de la taille. Tout cheval de moins de 1,42 m est considéré comme un « mini Gypsy ». Un cheval entre 1,42  et   1,57 m est un « classic Gypsy ». Ceux qui toisent au-dessus sont désignés comme des « grand Gypsy ».

#### Tête

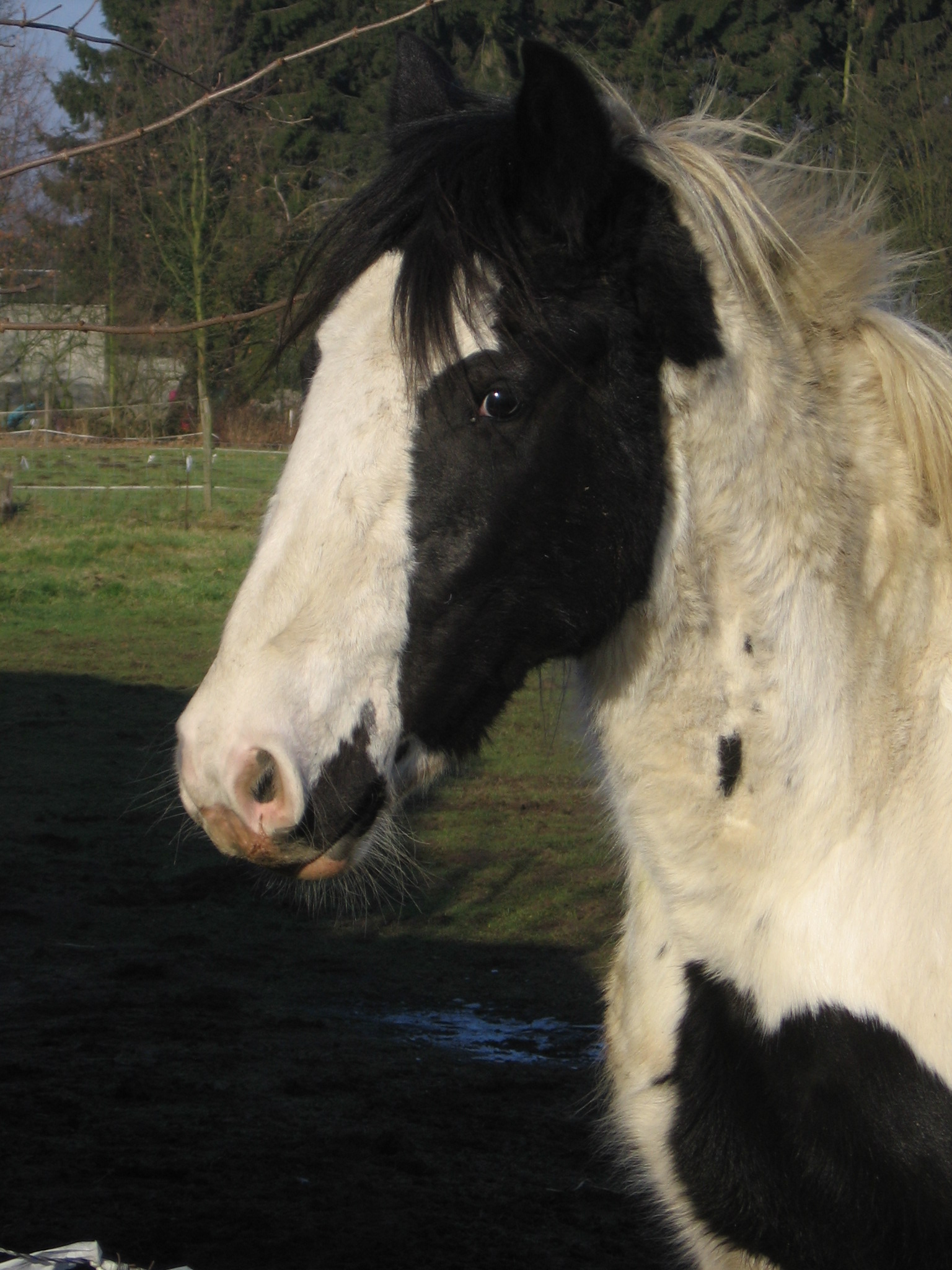
Le port de tête relevé et fier est caractéristique.

La tête est généralement bien formée, plus élégante que celle d'un cheval de trait. Elle est recherchée proportionnelle au corps, avec un large front plat et de fortes ganaches généreuses. Le profil est recherché rectiligne, mais il est fréquemment convexe,. Les naseaux sont larges et bien espacés. La tête peut être de grande taille, mais les grandes têtes bombées sont peu appréciées car jugées inesthétiques. La petite tête de type poney est particulièrement appréciée. Les oreilles doivent être bien implantées, bien proportionnées et plutôt petites. Les yeux doivent être grands, ronds, confiants et doux, bien ouverts et bien espacés. La bouche doit avoir une denture correcte et à niveau. Ces chevaux peuvent porter des « moustaches » abondantes, qui apparaissent et disparaissent en fonction du climat et de la saison.

#### Avant-main, corps et arrière-main
L'encolure est puissante, bien rouée et bien attachée, généreusement musclée et compacte. Elle tend à être courte, mais est recherchée « d'une longueur appropriée au corps ». Elle noie partiellement un garrot moyennement sorti et bien musclé. Élégamment portée, relevée, l'encolure est attachée sur une épaule inclinée. Les étalons ont une encolure particulièrement puissante, avec un port digne. Les épaules sont longues et puissantes. Le dos est court, fort, droit et musclé. Il s'incline légèrement vers le garrot depuis la croupe. Le poitrail doit être large et puissant avec une musculature ample, bien dessiné avec les antérieurs bien implantés, donnant une forme de « V » inversé très caractéristique. La cage thoracique est profonde, courte et compacte avec des côtes bien cintrées et une musculature ample.
La croupe est haute et généreuse, bien arrondie et musclée. Les Britanniques parlent parfois d′apple butt, c'est-à-dire de « cul en forme de pomme », pour désigner sa forme très particulière,. La fin de la croupe s’incline légèrement vers une queue bien attachée. La croupe est légèrement plus haute que l'avant-main, elle doit être généreusement développée, large et puissante avec une musculature ample et arrondie. La hanche est assez longue, et bien orientée. Les arrière-mains trop peu musclées et les croupes trop inclinées sont éliminatoires.

#### Membres

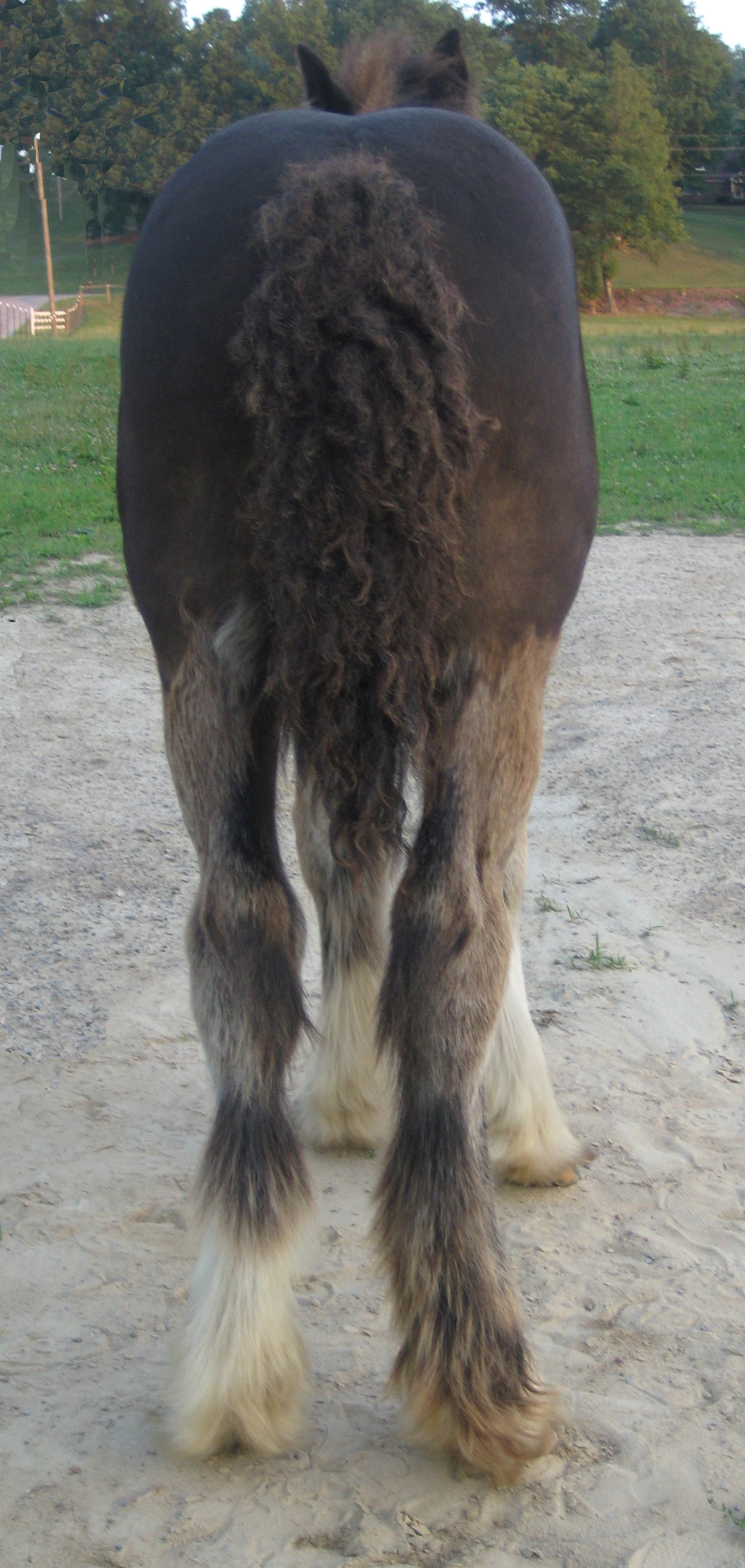
Vue des membres postérieurs.

D'après le standard français de la Gypsy Cob Society, les jambes doivent être bien implantées et conformées, avec une ossature et une musculature généreuses. Les sabots, bien formés, doivent être capables de porter la charpente sans effort. La cuisse, bien descendue, doit donner sur des jarrets secs, puissants, à l'angulation correcte et bien conformés. Les postérieurs, de bonne ossature, doivent être musclés. Les genoux sont plats. La race possède le jarret d'un cheval de traction, mais pas au même degré que chez d'autres races de trait lourd telles que le Shire et le Clydesdale,. Cette conformation ne doit pas être confondue avec les jambes aux jarrets de vache. Au contraire, dans la conformation correcte des jarrets d'un cheval de traction comme le Cob Gypsy, toute la jambe est tournée vers l'extérieur. Il ne présente pas le même degré d'angle que celui des autres races de chevaux de trait. Les os du canon des membres postérieurs d'un cheval Gypsy sont parallèles, vus de l'arrière.

#### Crins et fanons
Ce cheval arbore toujours de longs crins abondants, avec des fanons extrêmement fournis, qui débutent à l'os du canon (au genou ou aux jarrets) et tombent à l'avant et l'arrière de la jambe en recouvrant le sabot. Le standard du Gypsy Cob demande des fanons abondants, tandis que celui de l'Irish Cob considère cette caractéristique comme optionnelle. La longueur des crins n'est pas prise en compte dans le standard de l'Irish Cob, seuls leur épaisseur et leur implantation le sont. Chez le Gypsy, les crins sont recherchés aussi soyeux que possible, mais les crins un peu plus grossiers et même ondulés sont autorisés, seuls les crins frisés sont sanctionnés. La crinière et la queue sont épaisses et luxuriantes. La masse de fanons peut varier chez les cob mi-lourds. Cette abondance de crins est nommée feather ou feathering dans le berceau d'origine.

### Robes
Toutes les couleurs de robe sont permises, unies ou tachetées. Un proverbe Gitan dit « A good horse never comes in a bad color » (en français : « un bon cheval ne vient jamais avec une mauvaise couleur »). Aucun registre de race n'inclut d'exigence particulière,,,,, mais ce n'est pas un cheval de couleur. Néanmoins, ce cob est largement connu pour sa robe pie, en particulier noire et blanche, qui est commune et caractéristique. La robe pie tobiano est nommée « Piebald » (sur une base noire) ou « skewbald » (sur une base baie ou alezane),,.
Le noir uni est également répandu, particulièrement recherché avec quatre hautes balzanes (robe « sabino »). En raison du berceau d'origine de ces chevaux, les îles britanniques, les noms des robes sont en anglais britannique. Une autre robe typique de la race est appelée Blagdon, et correspond au balzan (en anglais, Splashed White). Elle est décrite comme une robe unie, avec du blanc sous le corps.
On trouve couramment des bais et des alezans. Les robes plus rares, appelées odd colors, sont principalement recherchées pour l'exportation dans les pays hors berceau, la rareté faisant augmenter les prix. Les chevaux peuvent être isabelle, palomino, porteurs du gène Silver, Perle, et même (très rarement) du gène Dun. Tous les marquages pie sont courants, à l'exception de l'overo (en anglais, frame overo), qui n'existe pas chez la race. Le gris, le rouan et le tacheté sont également des robes existantes.

Différentes robes possibles chez le Cob Gypsy
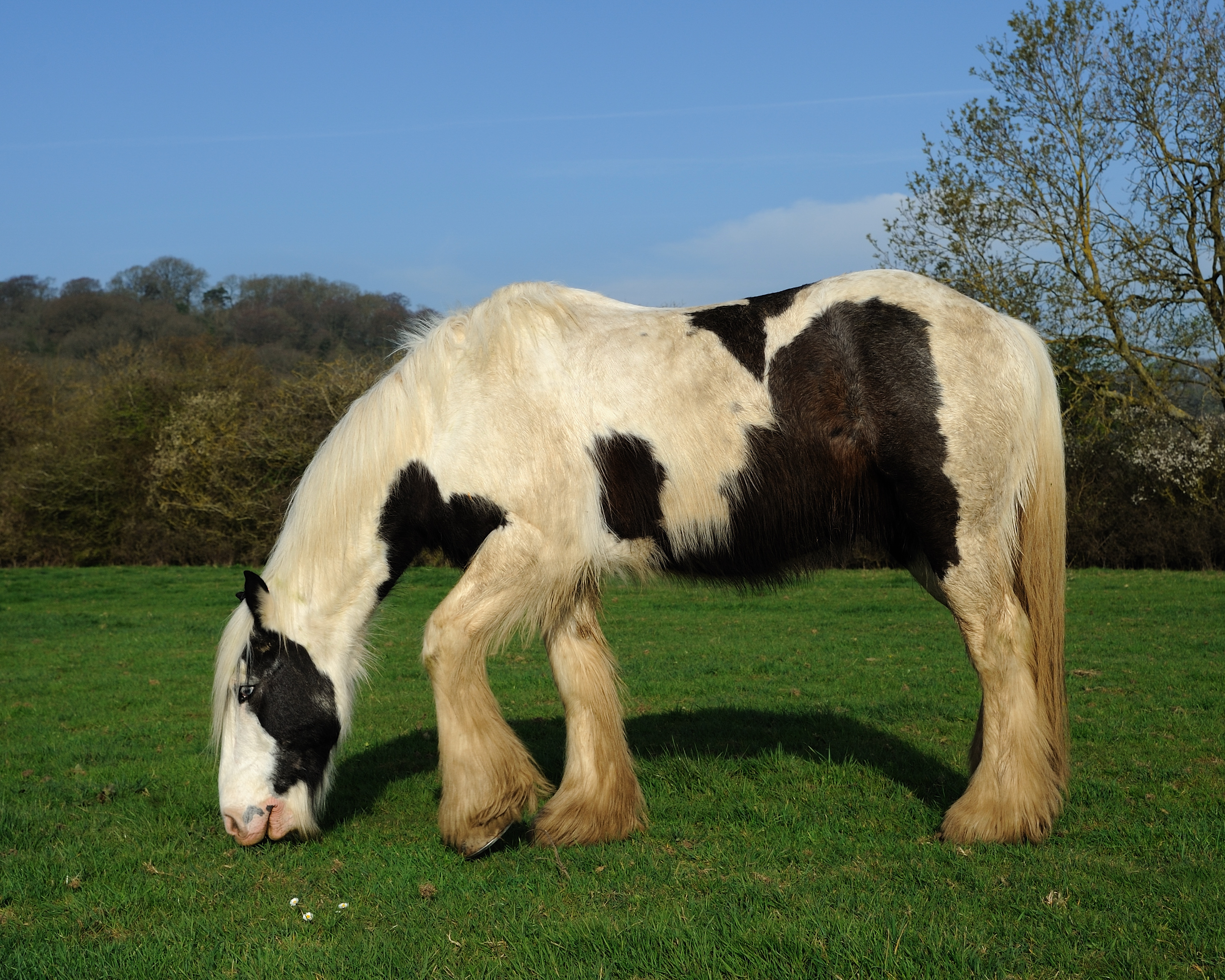
Pie tobiano sur base noire.
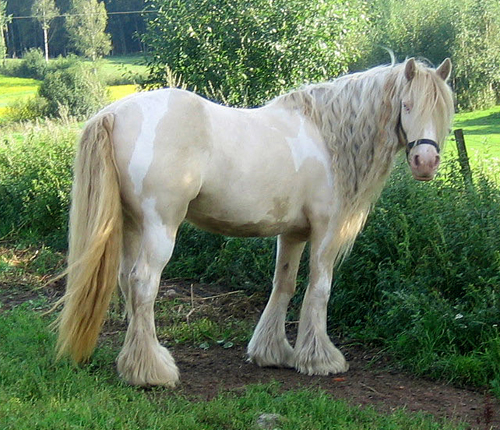
Pie tobiano sur crème.
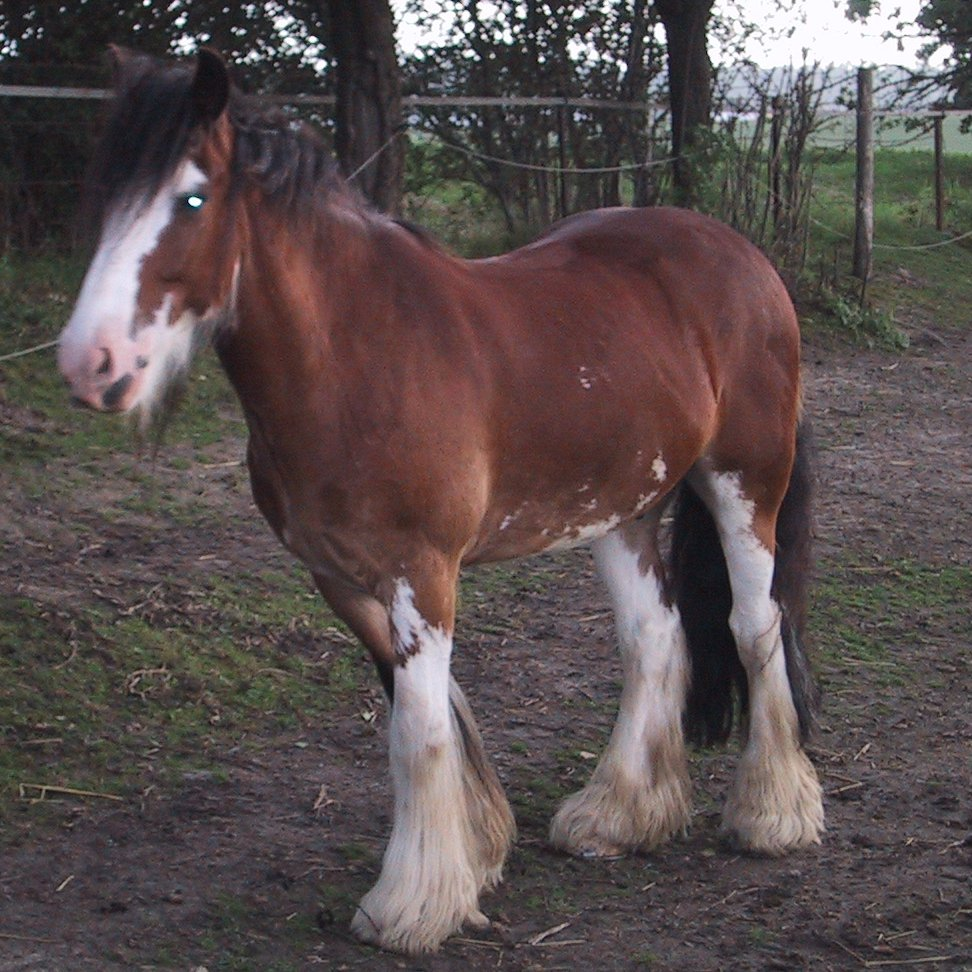
Pie sabino sur base baie.
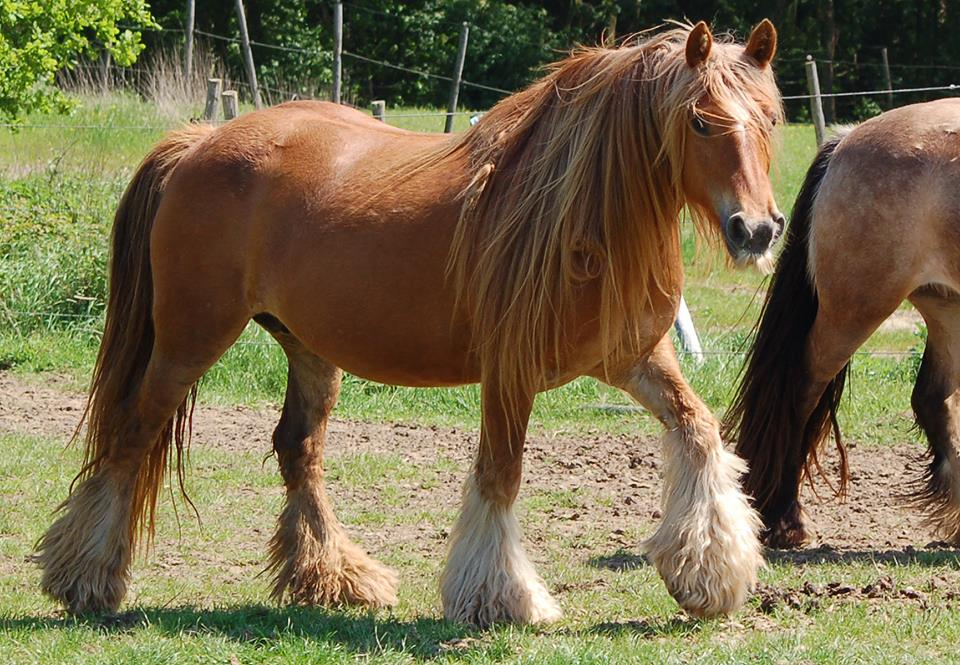
Alezan.
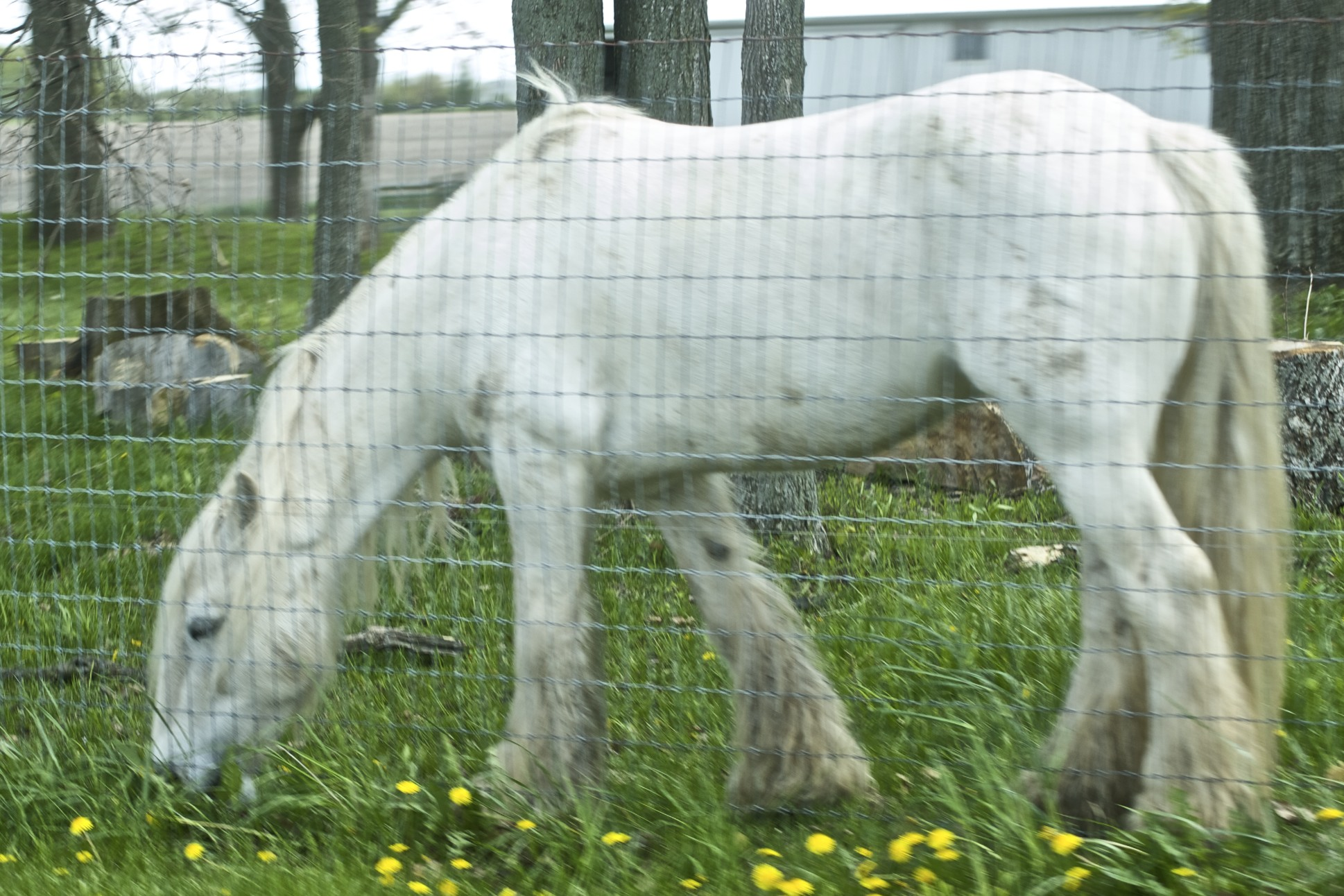
Gris.
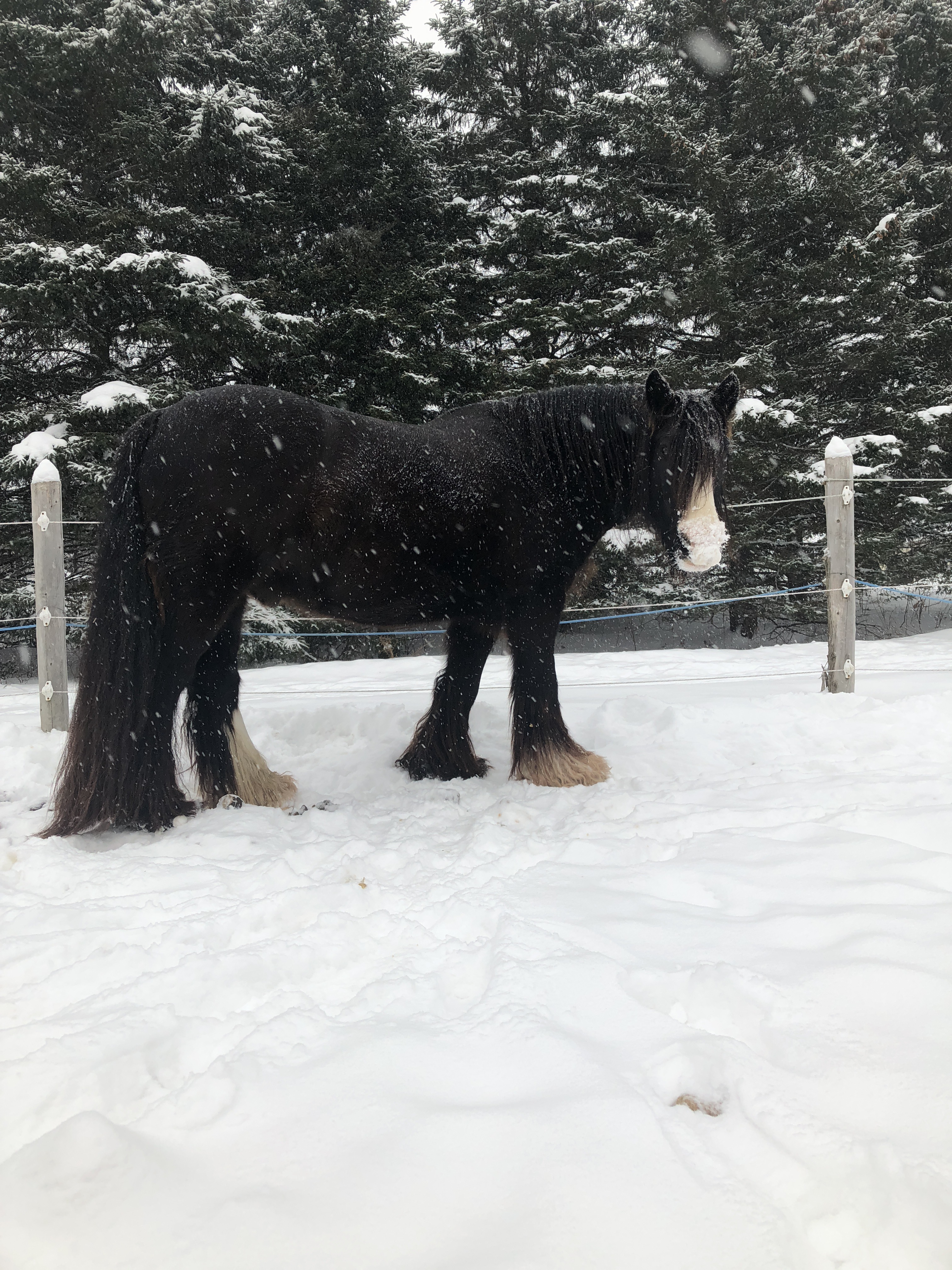
Noir.

### Tempérament, entretien et allures
Qu'il soit Gypsy Cob ou Irish Cob, ce cheval est réputé pour son excellent tempérament, sa grande douceur, sa franchise et l'affection qu'il porte aux humains. C'est un cheval à sang froid, plutôt calme, mais il peut déployer de l'énergie sous la selle. Doux et gentil, au point d'être surnommé le « cheval-chien », il est très amical avec les autres espèces animales. Il est réputé pour être l'un des chevaux de race les plus doux, résultat d'une sélection poussée sur le caractère de la part de ses éleveurs. De par sa sélection, c'est également une race très rustique, capable de vivre à l'extérieur par tous les temps.
Une attention est portée sur les allures. Le mouvement général doit être souple et puissant, fonctionnel et régulier avec une bonne amplitude de foulée, et laisser présupposer d'un grand confort de monte. Au trot, le mouvement est brillant et ample, l'action des antérieurs peut être relevée, avec un léger coup vers l'extérieur. L’amble est autorisé. Les allures sont recherchées les plus naturelles possible, mais certains chevaux présentent davantage d'actions relevées du genou que d'autres. La race a fait l'objet d'une étude visant à déterminer la présence de la mutation du gène DMRT3 à l'origine des allures supplémentaire : cette étude a permis de confirmer l'absence de cette mutation chez le Cob Gypsy, de même que l'absence de chevaux ambleurs parmi la race.  

### Sélection

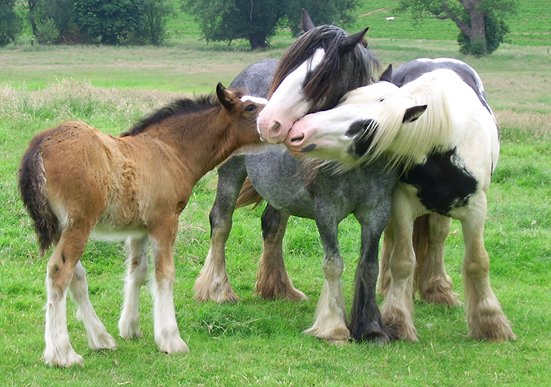
Gypsy Cobs en troupeau, à l'élevage des Légendes celtiques.

Les stud-books sont très récents, aussi des chevaux d'origine inconnue ou issus de croisements y sont acceptés, s'ils correspondent aux standards de race. Des tests ADN ont été mis en place, aux États-Unis notamment, pour établir la filiation de chaque cheval, et ainsi permettre de savoir s'il descend de parents eux-mêmes Gypsy. Cette filiation ADN est complétée par une inspection entre trois et cinq ans, visant à vérifier que l'animal correspond bien au standard établi pour sa race. La Gypsy Horse Association fournit un accès à des marqueurs d'ADN, des pedigrees, et enregistre les photos des chevaux qui sont inscrits à son stud-book.
Le standard établi par la Gypsy Cob Society ltd présente des spécificités pour la France. Il existe une distinction entre les Gypsy Cobs enregistrés et les facteurs de Gypsy Cobs. La mention temporary est destinée aux chevaux en attente de confirmation. Il existe trois niveaux d'appréciation chez la Gypsy Cob and Drum Horse association. Les chevaux qui passent le second sont désignés models, ceux qui passent le troisième sont elite. En Irlande, il existe un registre dit part-bred pour répertorier les animaux issus de croisements. Le Gypsy Horse Registry of America se divise en deux catégories : une Section A pour les chevaux de pure race mesurant moins de 1,47 m et une Section B pour les chevaux d'1,47 m et plus. La Section C est réservée aux chevaux issus de croisements.
Certains éleveurs craignent que le succès de ce cheval, lié à l'attrait pour les robes spectaculaires et l'abondance des crins et des fanons, ne conduise à une sélection mal orientée sur le caractère.

### Santé

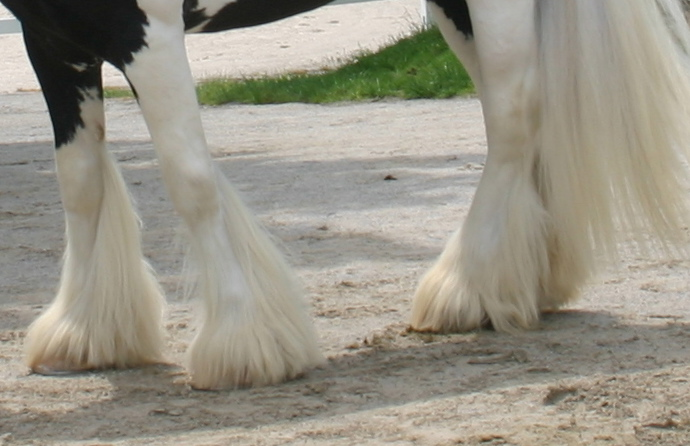
Vue inférieure d'un sujet hypertypé, aux fanons et aux crins très abondants.

Comme d'autres races de chevaux sélectionnées sur des critères esthétiques de morphologie et de couleur, le Cob Gypsy est victime d'un hypertype, lié à la recherche effrénée de crins et de fanons toujours plus abondants,. Quelques chevaux sont touchés par le lymphœdème chronique progressif, une maladie dont les signes cliniques incluent un gonflement progressif, une hyperkératose et une fibrose distale des membres, qui est similaire au lymphœdème chronique chez l'humain,. C'est également une race touchée par la myopathie à stockage de polysaccharides : il est conseillé aux éleveurs d'effectuer un dépistage génétique avant de mettre un animal à la reproduction,.
Un yearling Irish Cob a fait l'objet d'une analyse vétérinaire à la suite d'une obstruction du petit intestin.

## Utilisations

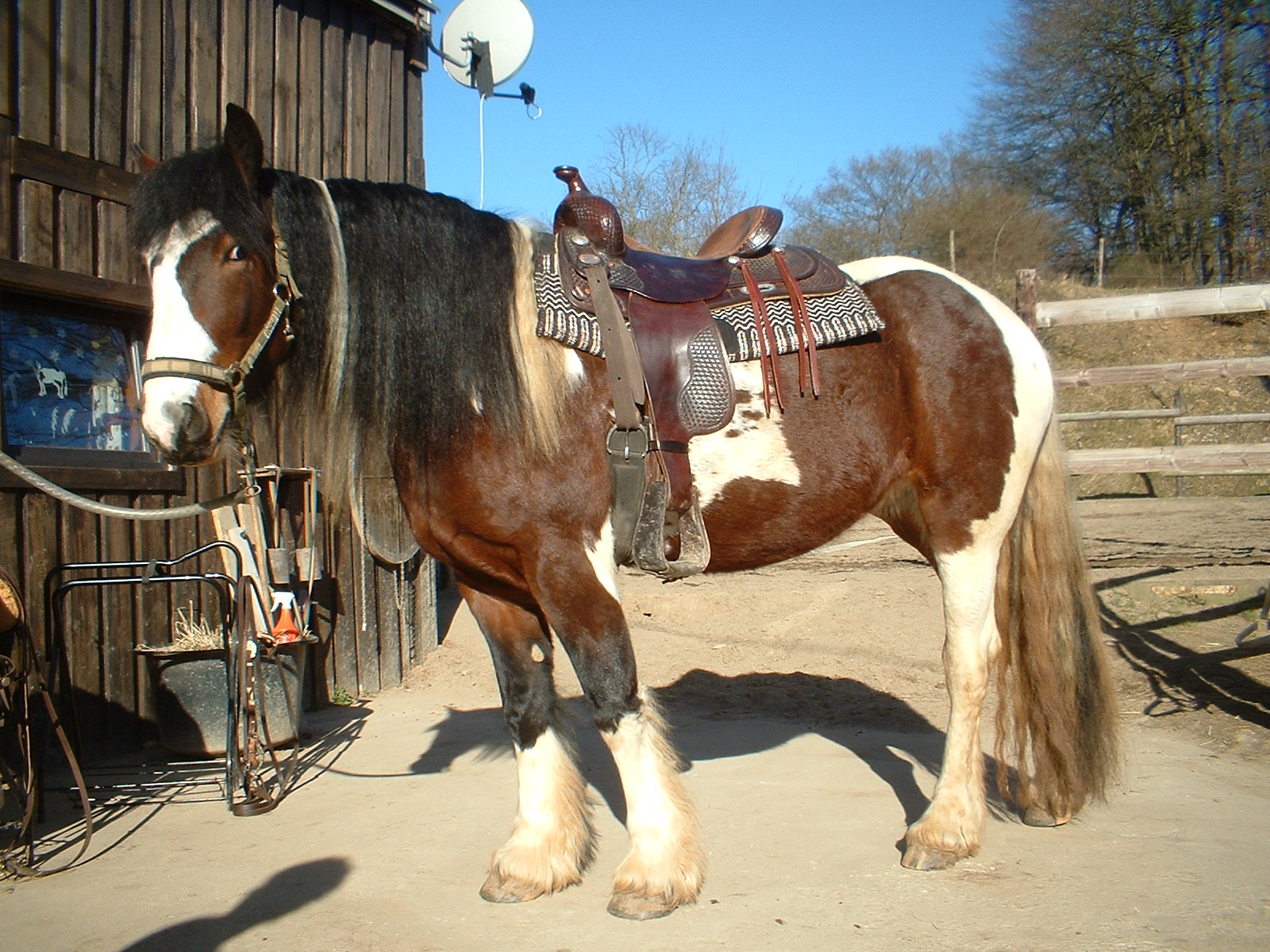
Jument Gypsy Vanner en monte western.

Ce cheval a l'apparence d'un cheval de trait, sa sélection porte sur un animal doté d'une bonne endurance, apte à l'attelage autant qu'à être monté. Au fil du temps, il est devenu recherché pour l'équitation de loisir (promenade et randonnée), le TREC et le spectacle équestre, ainsi que toutes sortes de disciplines sous la selle. C'est un cheval de famille, qui peut être monté par tous. Ses qualités le rendent recherché et son avenir comme cheval de famille et de spectacle semble assuré.

### Attelage

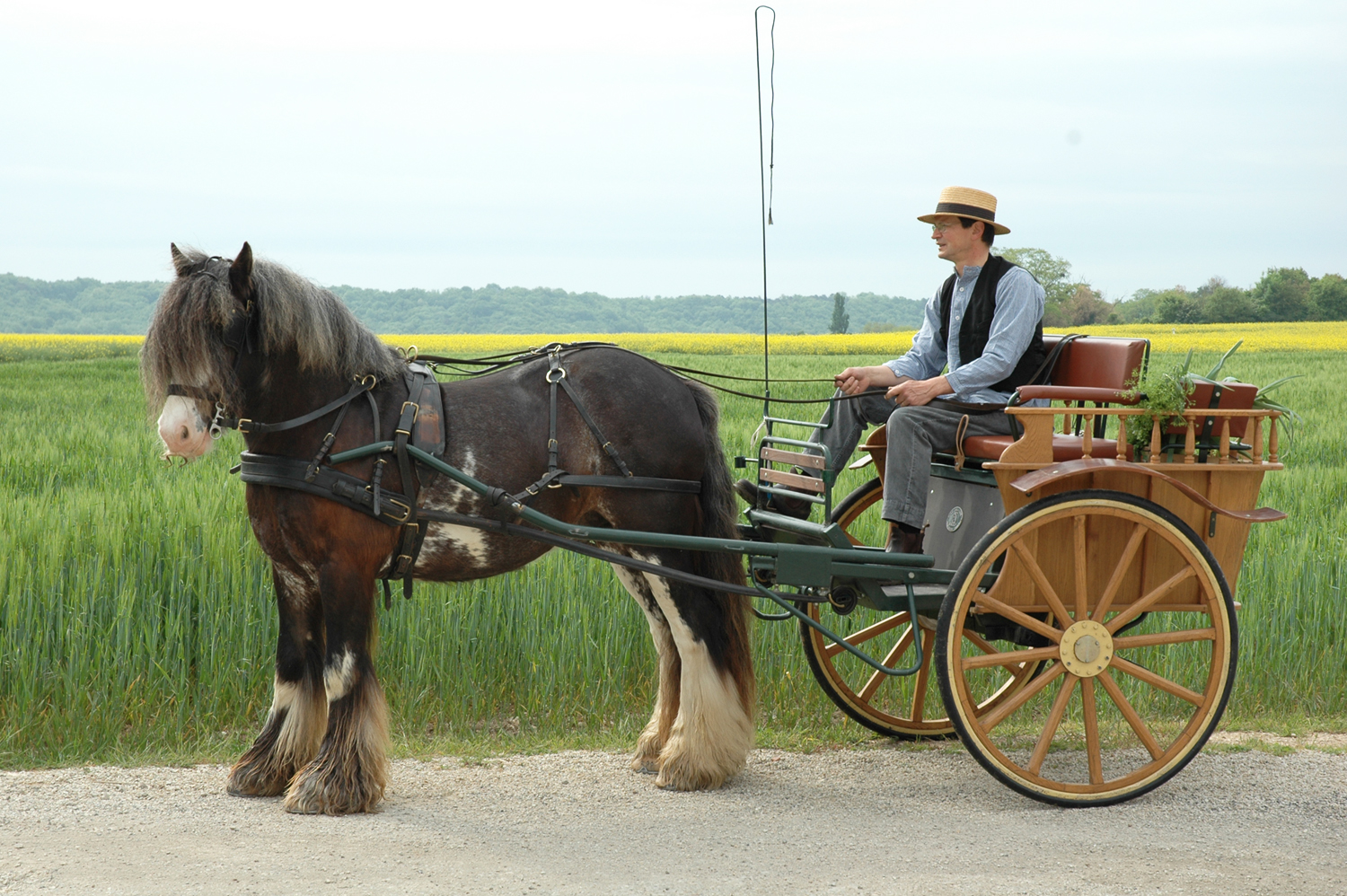
Cob Gypsy en attelage de tradition.

Du fait de sa sélection d'origine, il est idéal pour l'attelage, grâce à sa robe et sa puissance de traction. Au cours de la Première Guerre mondiale, le Gypsy était utilisé pour tracter le canon de campagne britannique Ordnance QF 18 pounder.

### Randonnée et loisirs
Facile à dresser et très endurant, il est considéré comme un cheval d'extérieur par excellence, servi par son caractère calme et son côté rassurant. Le champion du Monde de techniques de randonnée équestre de compétition en 2000, l'Anglais David Hay-Thorburn, montait un Cob Gypsy pie noir, Brenfield Mhairi. Sa gentillesse, sa douceur et sa polyvalence en font un bon cheval d'école.

### Dressage

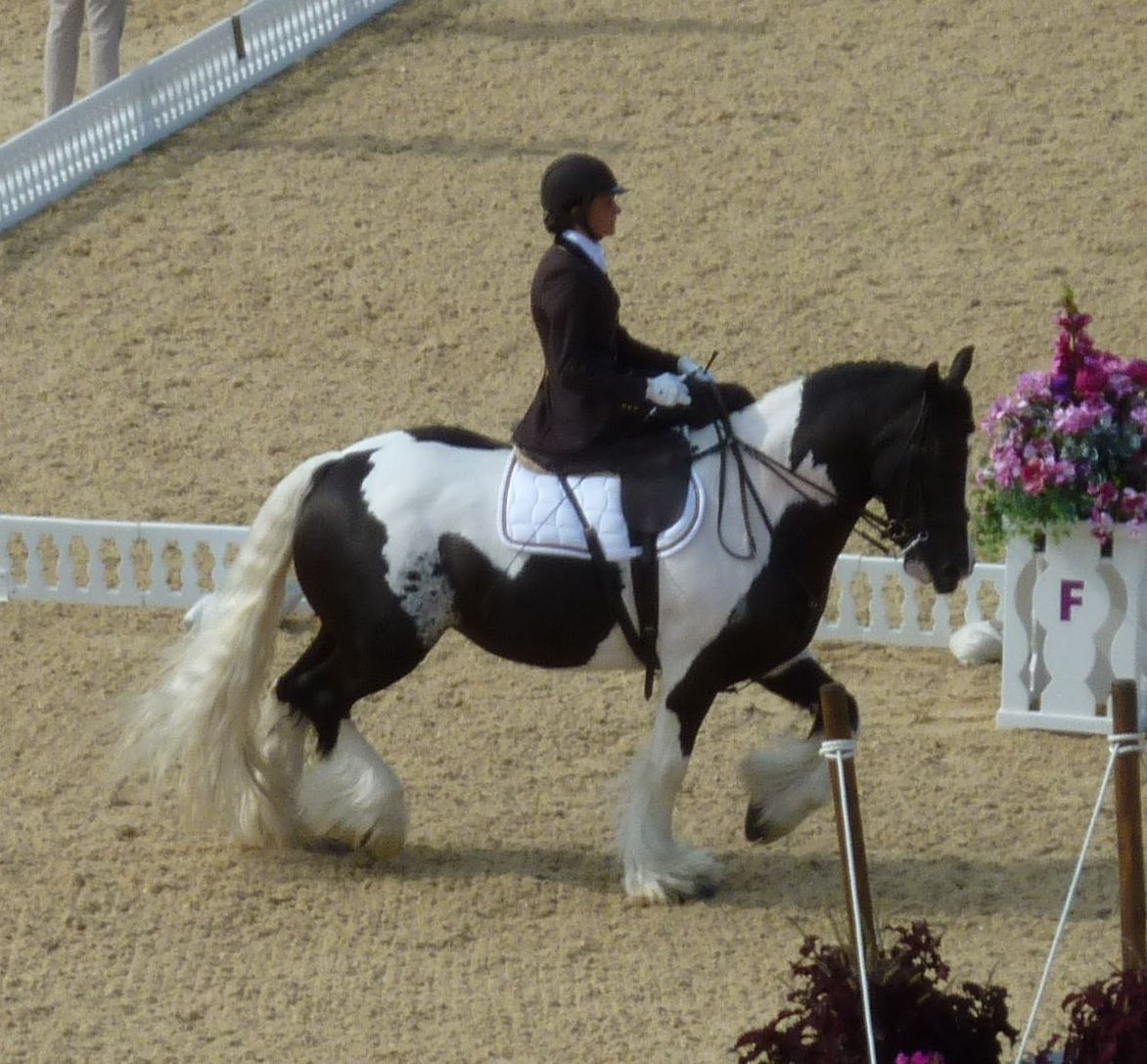
Barbara Minneci montant Barilla aux jeux paralympiques d'été de 2012.

Malgré sa masse, le Cob Gypsy peut concourir en dressage. En 2004, la race a été reconnue par the United States Dressage Federation All Breeds Program, ce qui lui permet de recevoir une récompense spécifique en cas de victoire sur une compétition de dressage, ou autre événement sponsorisé par la Fédération américaine d'équitation. En 2010, un étalon Gypsy a remporté le niveau 3 de ce championnat de dressage. La jument Irish Cob Barilla a participé à des compétitions internationales de dressage para-équestre avec sa cavalière belge, Barbara Minneci (qui a perdu l'usage de ses jambes à la suite d'un cancer), dont les Jeux paralympiques d'été de 2012 et ceux de 2016 à Rio,. 

### Autres utilisations

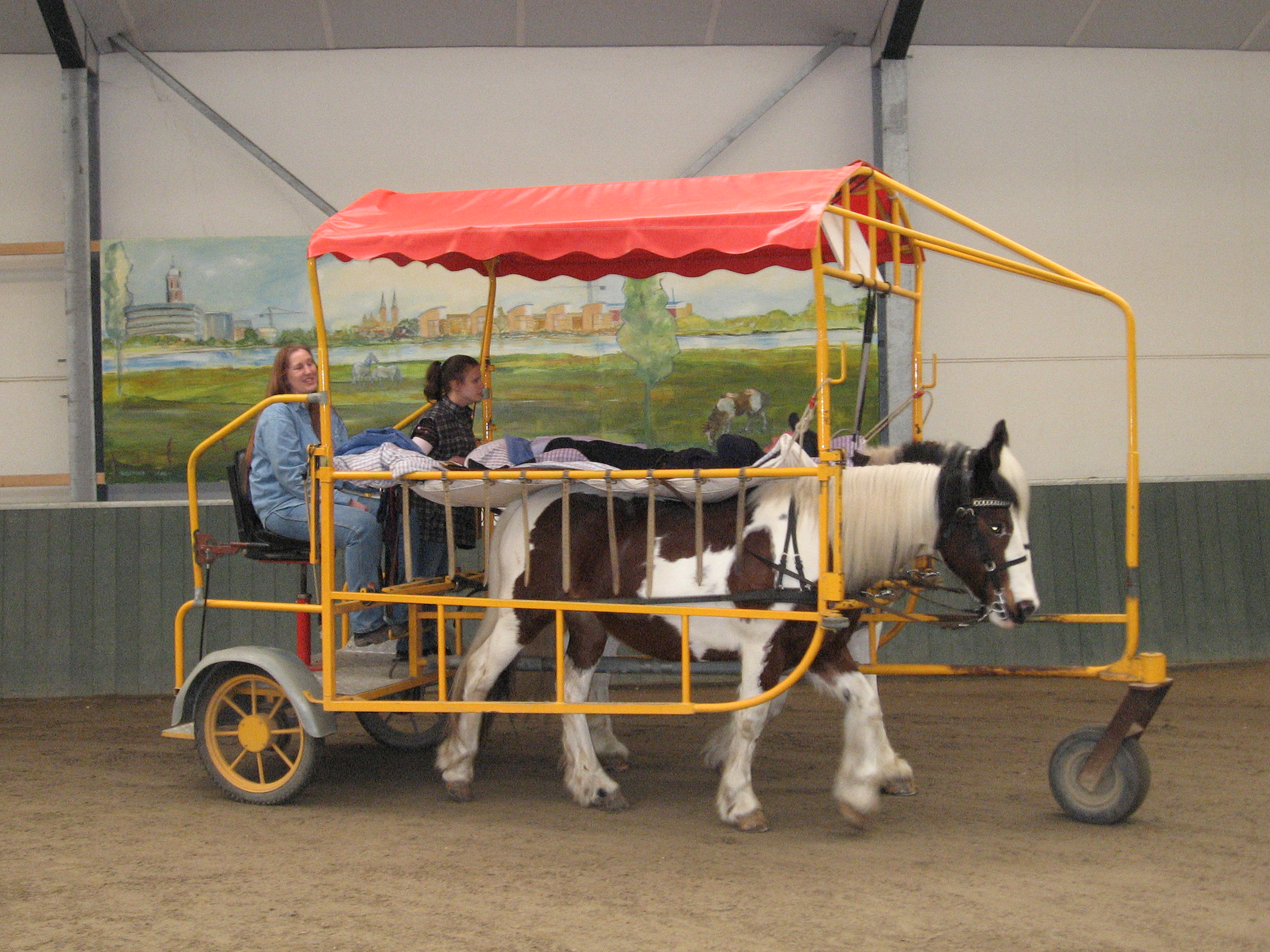
Paire de Cobs Gypsy lors d'une séance d'équithérapie sur lit bâché.

Cette race peut être montée en saut d'obstacles à petit niveau et même en chasse à courre, puisqu'elle possède un bon coup de saut. C'est l'un des chevaux les plus plébiscités en équithérapie, du fait de sa taille rassurante, et parce qu'il recherche l'affection des humains et des autres animaux sans pour autant être émotif. En spectacle, il est fréquent d'en voir. Son apparence spectaculaire plaît beaucoup au public.

### Croisements
Le Cob Gypsy est beaucoup employé en croisement. En Irlande, la race dite « Irish piebald and skewbald » (IPS) a été obtenue par croisement entre l'Irish Cob et des Irish Sport Horse (ISH). Son stud-book a été créé en 1997. Il est essentiellement destiné au sport. Les animaux toisent entre 1,48  et   1,50 m, pour un poids de 550  à   600 kg. Cette race de croisement est très répandue, puisqu'en 2011, l'Irlande compte entre 5 000  et   7 000 IPS répertoriés par l'association idoine, soit beaucoup plus que d'Irish Cobs de pure race. Aux États-Unis, des éleveurs ont souhaité créer un cheval possédant la taille et la force du Shire et du Clydesdale, et la robe pie du Gypsy par croisements entre ces trois races. Le Drum Horse s'inspire des chevaux porteurs de tambour présents dans les défilés de la Queen’s Household Cavalry.

## Diffusion de l'élevage

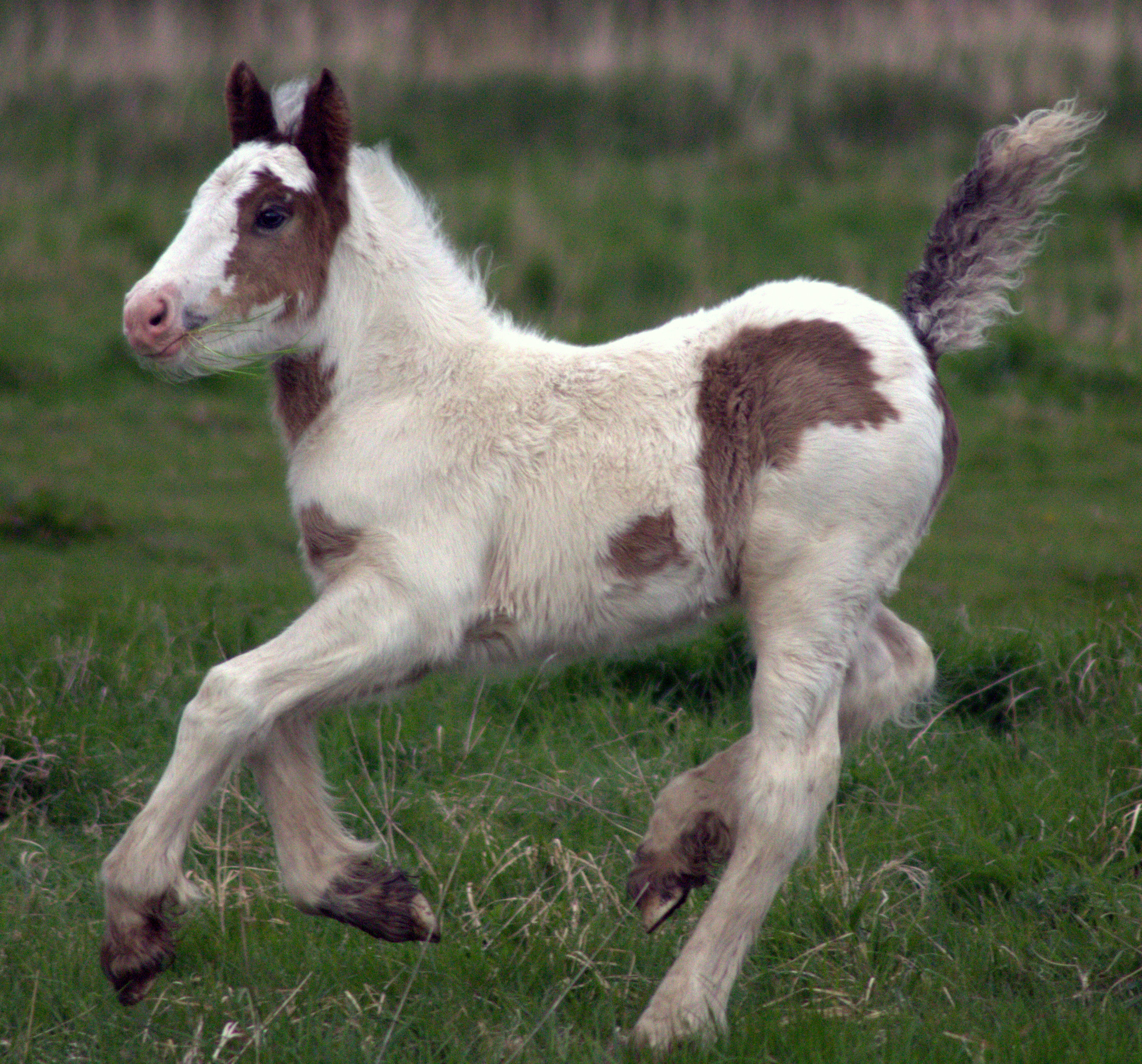
Pouliche Gypsy Cob âgée d'un mois.

L'irish Cob est considéré comme une race locale non-menacée d'extinction, tandis que sous le nom « Tinker », la FAO enregistre la race comme régionale transfrontière et en danger d'extinction. Au début du XXIe siècle, ces chevaux rencontrent un succès croissant dans de nombreux pays. En Europe, après l'Irlande, c'est l'Allemagne qui possède la plus grosse population. Le Cob Gypsy est élevé dans le monde entier, y compris en Amérique du Nord. Il est reconnu aux Pays-Bas, où deux stud-books existent, dont le Nederlands Stamboek voor Tinkers, avec deux types, le Grai pour la selle et le Vanner pour l'attelage. En 2009, les Pays-Bas comptent environ 4 000 de ces cobs. L'Allemagne recense 206 sujets en 2015. La race existe aussi au Danemark, en Suède, en Tchéquie, en Belgique, en Nouvelle-Zélande et en Australie, pays qui compte également deux associations de race, la Gypsy Horse Australasian Society et l’Australian Gypsy Horse Society.

### Dans les îles britanniques

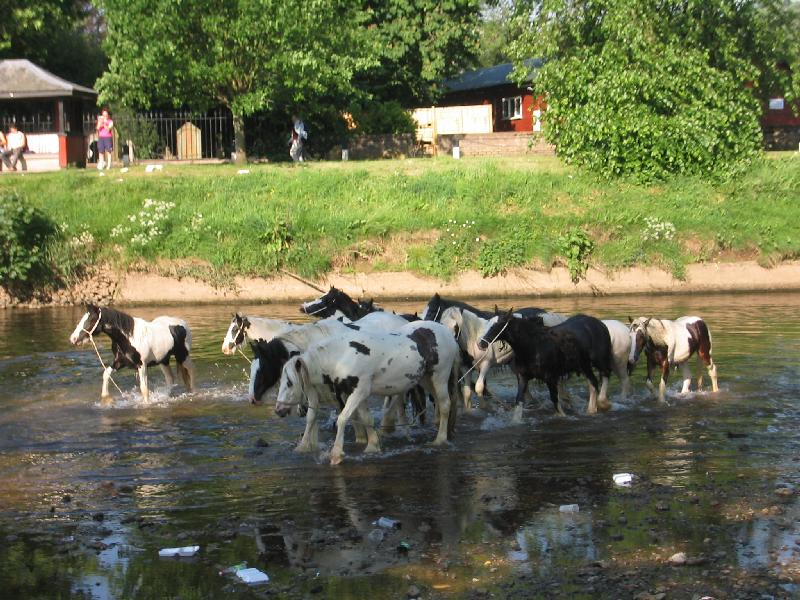
Rassemblement de chevaux Gypsy Cob à Appleby-in-Westmorland.

Depuis la fin du XXe siècle, les nomades des îles britanniques se sont rendu compte de la valeur de leurs chevaux. Leurs anciennes fêtes religieuses, à Ballinasloe en Irlande et Appleby-in-Westmorland en Angleterre, se sont muées en gigantesques foires aux chevaux où se vendent des centaines de cobs. Bon nombre de nomades qui se rendent à la foire d'Appleby utilisent leurs roulottes traditionnelles et leurs chevaux.

#### En Irlande
La race est reconnue en Irlande par l′Irish cob society. En Irlande, entre 3 500  et   4 500 Irish Cobs sont comptabilisés dans le pays en 2011, dont 350 étalons et 100 juments poulinières. Le registre de l′Irish cob part-bred (chevaux partiellement Irish cob) compte pour sa part entre 200 et 300 représentants, dont 60 poulinières, en 2011.

#### Au Royaume-Uni
La Gypsy cob society est l'association nationale britannique responsable du Cob Gypsy. Sur la base de données DAD-IS de la FAO, la race est répertoriée sous le nom de Traditional Gypsy Cob, sans autre indication. L'organisme cite aussi une race indigène du nom de Skewbald ou Piebald. En 2009, il y aurait entre 4 000  et   5 000 Gypsy Cobs dans tout le Royaume-Uni, et parmi eux, 20 % de chevaux de qualité correspondant au type Vanner.

### En Amérique du Nord
Aux États-Unis, le premier étalon « Gypsy Vanner » est importé en 1997, puis re-nommé Cushti Bok (bonne chance, en shelta). Un autre étalon, The King, est importé l'année suivante. C'est également en 1998 que la race est présentée pour la première fois au public sur un salon à Louisville. Le succès est immédiat, ces chevaux attirent l'attention de photographes, de la télévision, et de journalistes magazine. La race est également choisie par Breyer Animal Creations en 2001. Le premier show (présentation) d'Amérique du Nord qui présente la race parmi d'autres est tenu au Colorado Horse Park les 28 et 29 août 2004, pendant leur salon annuel. Le standard employé est celui de la Gypsy Cob Society of America, devenu le Gypsy Horse Registry of America. La première présentation entièrement destinée au « Gypsy Vanner » est tenue en 2005 à Columbus, dans l'Ohio. Le nombre de présentations publiques s'est depuis multiplié, tant aux États-Unis qu'au Canada.
Grâce à leur « look » (allure) et à leur excellent tempérament, les Gypsy sont considérés comme « les chevaux à avoir ». Il existe quatre associations américaines : la Gypsy Cob Society of America, la Gypsy Horse Association, le Gypsy Horse Registry of America et la Gypsy Vanner Horse Society. La race reste malgré tout assez rare aux États-Unis.

### En France

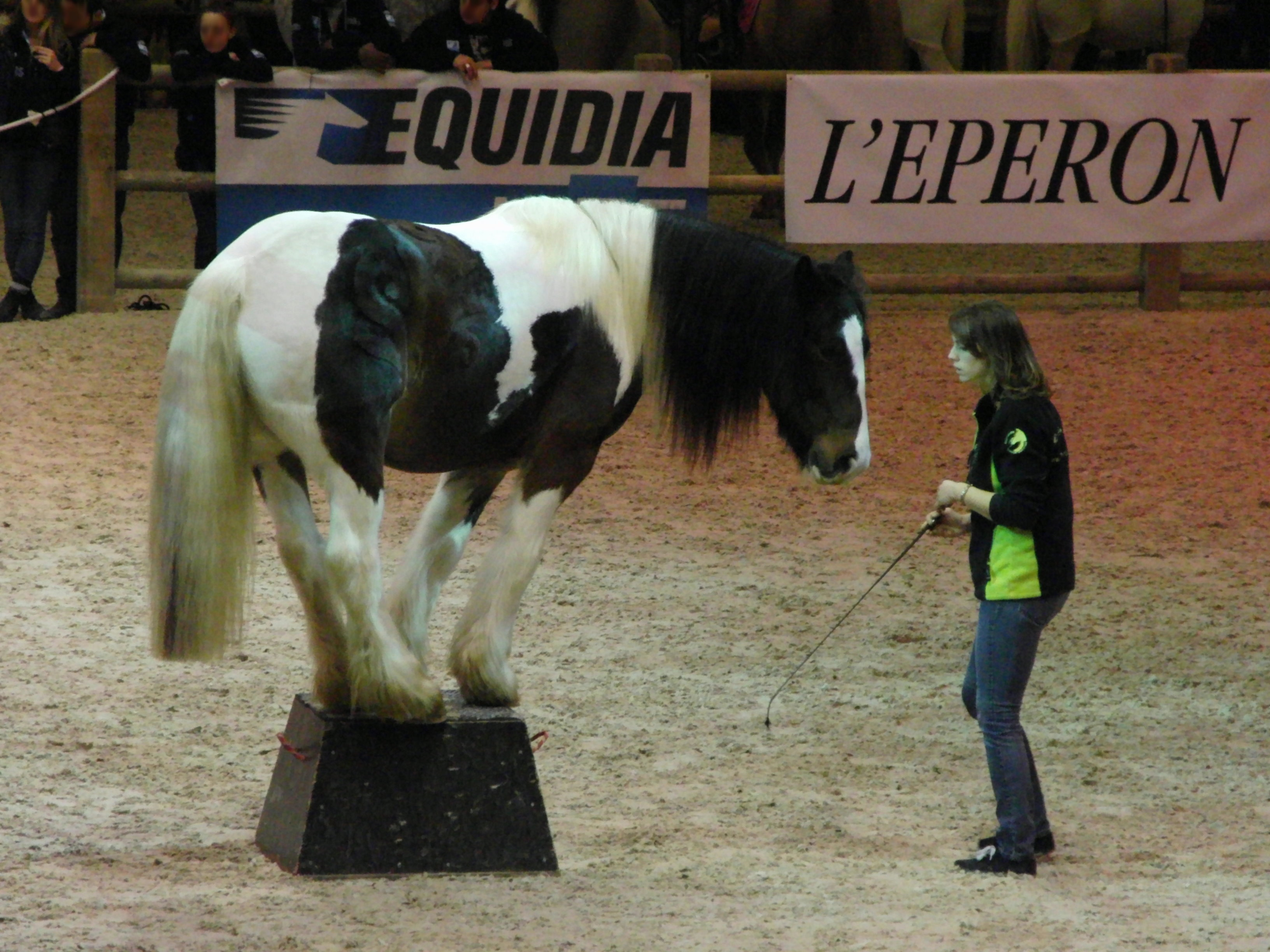
Spectacle avec un Irish Cob en équitation éthologique au salon du cheval de Paris 2013.

La France fait partie des pays où la race est à la mode,. Les premiers chevaux sont arrivés vers la fin des années 1990, où ils étaient enregistrés en tant qu'OC (Origines Constatées) ou ONC (Origines Non Constatées). Une trentaine d'individus sont répertoriés en 2002. À l'époque, une unique éleveuse fait naître des poulains avec son unique étalon, Sheridan du Vallon, qui ne suffit pas à répondre à la demande.
La Gypsy Cob Society a enregistré 187 chevaux présents sur le territoire français en 2009, France Irish Cob comptant 477 Irish Cobs, dont 146 sont pleins papiers. En 2012, le Gypsy Cob n'est plus reconnu par le Département de l'Environnement, de l'Alimentation et des Affaires rurales en France, ce qui signifie que les chevaux pleins papiers sont enregistrés en origines constatées. L'association France Irish Cob est née, quant à elle, en 2005. Elle a été reconnue par les Haras nationaux en 2008. En 2009, l'association enregistrait 20 naissances par an. En 2016, ce sont plus d'une centaine de poulains qui sont inscrits chaque année. 2 500 chevaux sont inscrits au total auprès de l'association France Irish Cob.

## Impact culturel

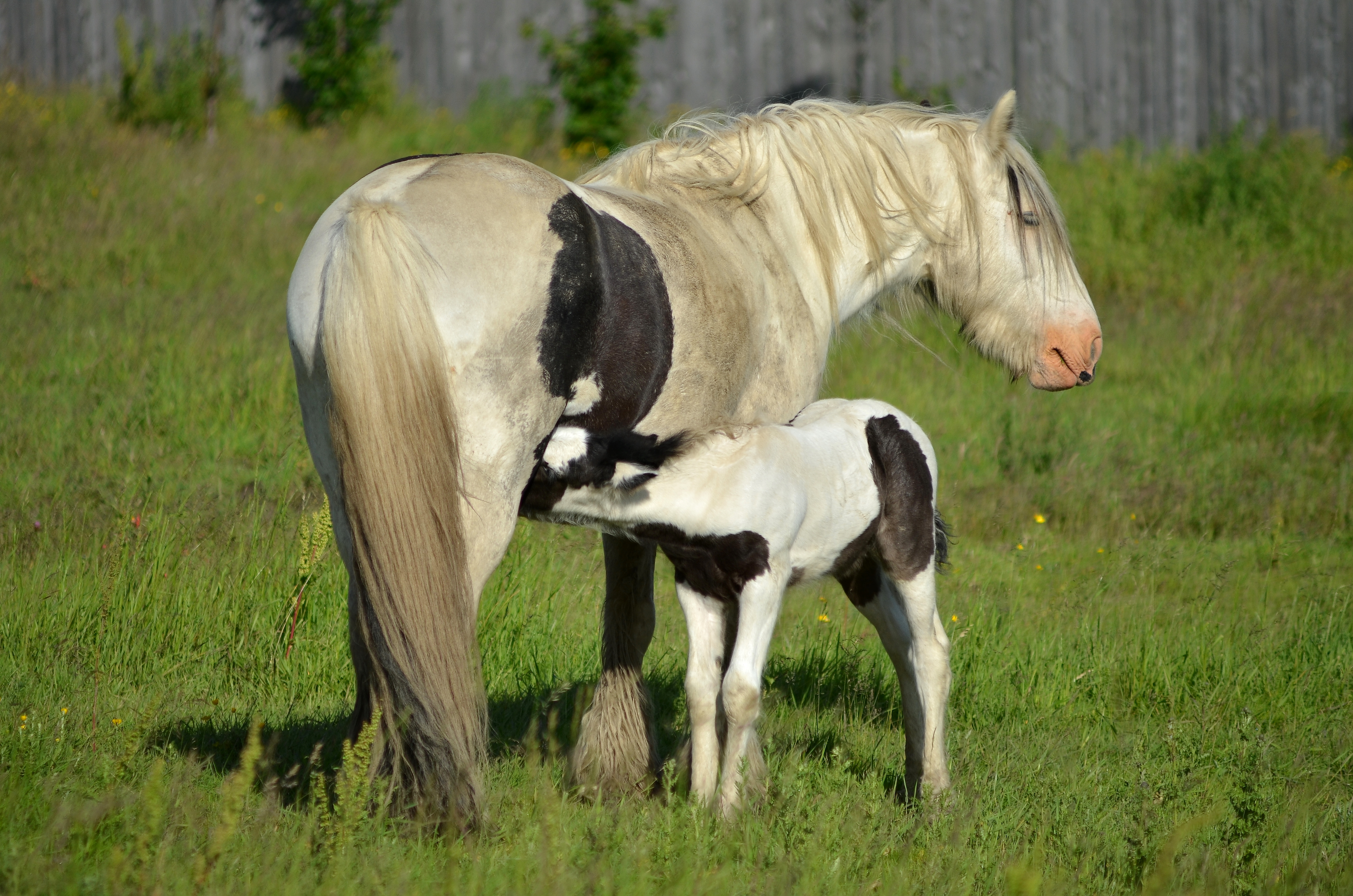
Jument Gypsy Cob et son poulain en Angleterre.

Les Cob Gypsy sont réputés pour leur charisme et leur charme, qui les rendent très populaires. Tout comme le Frison, le cheval Arabe, le Pure race espagnole et le Haflinger, ils figurent parmi les races de chevaux favorites en tant que sujets de photographie, grâce à leur robe pie et à la beauté de leurs crins. Le photographe américain John S. Hockensmith a pris de nombreux clichés de ces chevaux lors d'un voyage à la foire d'Appleby, avec la famille Harker dans leur roulotte. Tony Capstick et Paul Donogue ont également publié de telles photographies. E. Alan Jones a lui aussi pris des clichés sur les foires aux chevaux de la région du Yorkshire, certaines au début du XXe siècle. Des calendriers sont régulièrement édités à l'effigie de ces chevaux.
Ce cheval peut aussi être un sujet de romans, et de dessins. Dans The Book of Kells de M. A. MacAvoy, il est fait mention de la race et de son ascendance. L'auteur et journaliste britannique Roxy Freeman a témoigné dans les pages du Brunei Times sur sa jeunesse parmi les Gitans et sur la passion de son père pour l'élevage de ces chevaux.
Au cinéma, le film irlandais Le Cheval venu de la mer, sorti en 1992, fait référence aux travellers et à leurs chevaux.